# Morro Chico
El Morro Chico es un monumento histórico de carácter arqueológico localizado en la comuna de Laguna Blanca, Región de Magallanes y de la Antártica Chilena, Chile, a 150 km al norte de Punta Arenas por la ruta 9.
Pertenece al conjunto de monumentos nacionales de Chile desde el año 1968 en virtud del Decreto supremo 138 del 2 de enero del mismo año; se encuentra en la categoría «Monumentos Históricos».

## Historia

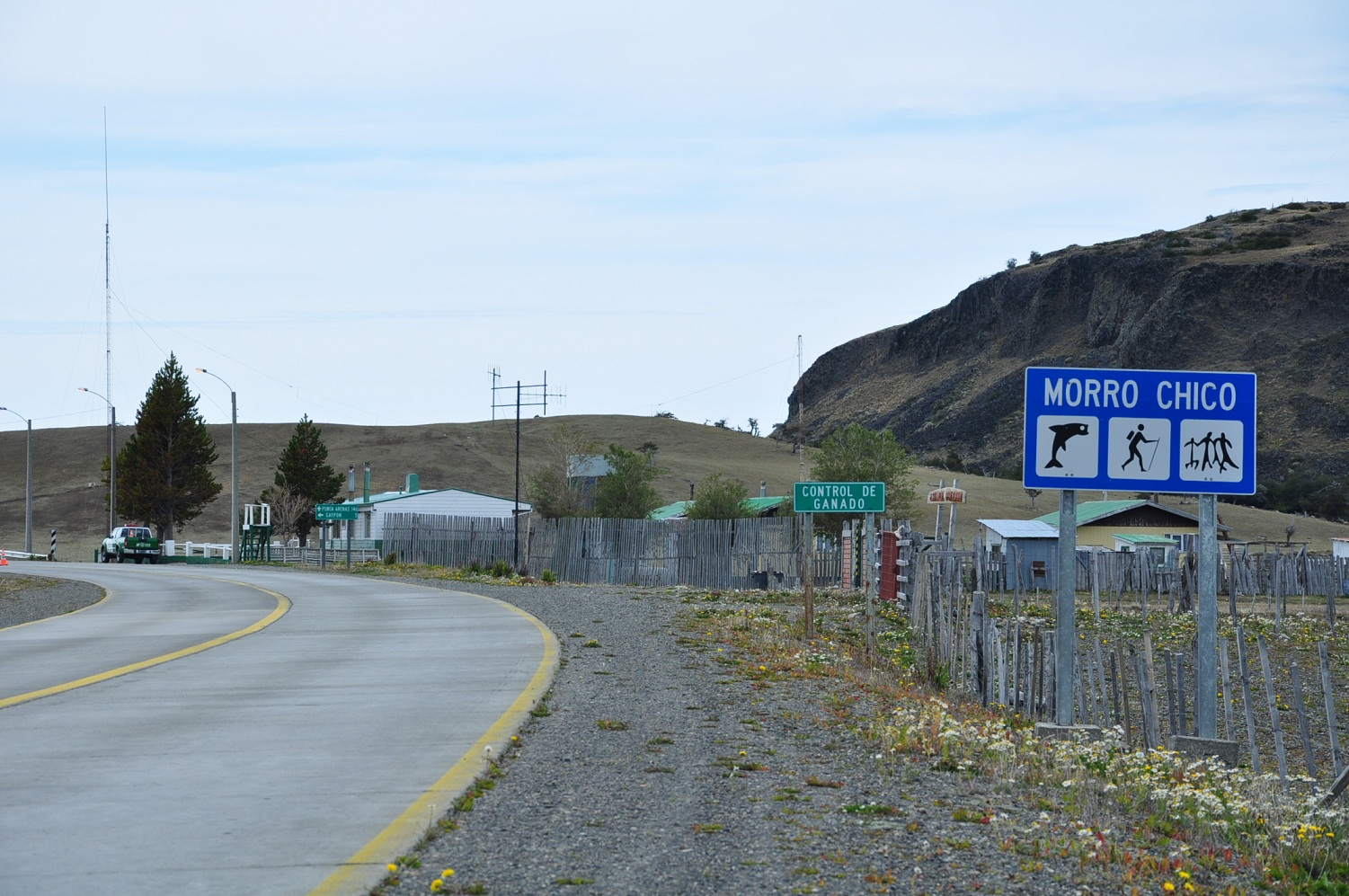
Entrada por la ruta 9 al Morro Chico.

El morro es parte del conjunto de sitios con arte rupestre identificados por el investigador Felipe Bate Petersen en la década de 1960, junto a la Cueva de La Leona, ush aike (u Oosin Aike), Cueva Fell y Río Chico-1.
En su trabajo sobre el morro publicado en 1970, Bate describió varias pinturas rupestres en dos paredes y un alero, que presentaban un carácter estilístico geométrico con rasgos tanto simples como complejos en color rojo, además de formas antropomorfas o zoomorfas. Por otro lado, en la década de 1980, otros investigadores encontraron restos óseos y líticos y doce lascas de obsidiana, además de un colgante de lignito «que podría corresponder a un contexto de inhumación decorado con trazos paralelos semejantes a los diseños rupestres».
En 2009, se propuso un proyecto destinado a incluirlo dentro de una ruta de geositios, que se enmarcaría en el denominado turismo científico.